# 艾希瓦尔德
艾希瓦尔德是德国巴登-符腾堡州的一个市镇。总面积14.68平方公里，总人口7491人，其中男性3610人，女性3881人（2011年12月31日），人口密度510人/平方公里。